# シャン＝シュル＝マルヌ
シャン＝シュル＝マルヌ （Champs-sur-Marne）は、フランス、イル＝ド＝フランス地域圏、セーヌ＝エ＝マルヌ県のコミューン。
中規模都市で、実際にコミューン面積の約50%が緑地と水辺という、快適な環境を保っている。17世紀から18世紀にかけ再建されたシャン＝シュル＝マルヌ城には、かつてポンパドゥール夫人が暮らしていた。

## 地理
パリから約20km離れている。
グラース森やグランジュ森といった森林、マルヌ川沿いの田園、シャン＝シュル＝マルヌ城庭園がコミューンを快適にしている。加えて、多くの池が点在する。

## 交通
- 道路 - A4の10インターチェンジ。パリ、ポルト・ド・ベルシーより約20分。
- 鉄道 - RER A線ノワジー＝シャン駅

## 歴史
Champsとは、聖モールおよび聖フュルシーが7世紀に建てたCampus教会の名に由来する。11世紀から12世紀、マルヌー村からの移住者がこの地に移り住み、シャン教区が誕生した。
1726年、ルイ15世がノワジー＝ル＝グランやシャン＝シュル＝マルヌを含む男爵領を所有した。城の庭園を整備したのは彼の息子である。
1755年、城はヴァリエール公爵の所有となった。1892年、銀行家ダンヴェールが城を購入し建物と庭園を再建した。1935年、ダンヴェール家は城と庭園をフランス政府に売却した。
1965年のマルヌ＝ラ＝ヴァレ創設後、シャン＝シュル＝マルヌの人口も増加した。

## 人口統計
| 1962年 | 1968年 | 1975年 | 1982年 | 1990年 | 1999年 | 2006年 |
| ------ | ------ | ------ | ------ | ------ | ------ | ------ |
| 3 793  | 4 446  | 5 095  | 16 739 | 21 611 | 24 553 | 24 499 |

## 姉妹都市
- クアル・ダ・ポブレー、スペイン
- ブラッドリー・ストーク、イギリス